# هيث دبليو. لوري
هيث دبليو. لوري (بالإنجليزية: Heath W. Lowry)‏ هو مؤرخ أمريكي، ولد في 23 ديسمبر 1942 في أوريغون في الولايات المتحدة.